# Otaviano José de Araújo
Otaviano José de Araújo foi um padre brasileiro. Nasceu em 5 de Junho de 1850 em Itapecerica, cidade do centro-oeste de Minas Gerais, Brasil. Seus pais, Honório José de Araújo e Firmina de Góis e Lara, puseram-no ainda criança para estudar no Colégio Tessan, ainda em Itapecerica. Em seguida, ele foi enviado para Mariana para estudar no Seminário Menor. Ao terminar os estudos em Mariana, ele foi para o Colégio do Caraça em 1870. Naquele colégio mineiro ele foi ordenado sacerdote pelo bispo Dom Viçoso em 1874. Após a ordenação, foi nomeado vigário da freguesia de Desterro, atual Marilândia, distrito de Itapecerica. Três anos depois, ele foi enviado para Santo Antônio do Monte, aonde assumiu a função de pároco.
O padre Otaviano chegou a Santo Antônio do Monte no dia 16 de outubro de 1877 e, então, assumiu a direção da paróquia em substituição do vigário Alexandrino, que se encontrava doente e já estava em idade avançada. O vigário Alexandrino havia sido deputado da província de Minas de Gerais no final da década de 1860.
Nas últimas décadas do século XIX, o padre Otaviano foi o responsável pelas obras de construção da nova igreja matriz de Santo Antônio do Monte, tendo então contratado o pintor italiano Angelo Pagnaco para fazer as pinturas internas do templo.
Em 1907, Dom Silvério Gomes Pimenta, então bispo de Mariana, conseguiu da Santa Sé as honras de Camareiro Secreto de Sua Santidade, o Papa Pio X, para o sacerdote Otaviano que, a partir de então, passou a ser chamado pelo título de monsenhor. Em um de seus escritos, Dom Silvério afirma a respeito do amigo Otaviano que “é sacerdote virtuoso e cheio de zelo como se vê do cuidado que tem com a instrução cristã dos meninos.”
Durante o tempo do Império, o monsenhor esteve ligado ao Partido Conservador e, com a implantação da república, passou a militar no Partido Civilista. Durante toda sua vida, o Monsenhor Otaviano acompanhava de perto a evolução social e política do país.
O monsenhor presenciou o desenvolvimento do centro-oeste mineiro, tendo vivido na época em que foram construídas as ferrovias e quando muitas estradas foram abertas interligando as pequenas cidades da região. Em 1900, ele celebrou a primeira missa na capela em torno da qual se desenvolveria a cidade de Lagoa da Prata.
O padre Otaviano esteve à frente da paróquia de Santo Antônio do Monte durante cinqüenta anos e meio, até quando faleceu em 6 de fevereiro de 1928. Ele costumava dizer ao povo: “Comungai muitas vezes e achareis força para combater vossas paixões, para abater vosso orgulho, para humilhar vossa ambição, para abafar vossos ressentimentos, para acalmar vossas cóleras e impaciências.”
Em 1950 foi publicado em Belo Horizonte o livro “Monsenhor Otaviano José de Araújo: esbôço biográfico”, de autoria de José Geraldo de Araújo.